# Acrotylus flavescens
Acrotylus flavescens är en insektsart som beskrevs av Carl Stål 1873. Acrotylus flavescens ingår i släktet Acrotylus och familjen gräshoppor. Inga underarter finns listade i Catalogue of Life.